# Pozycja przypisana
Pozycja przypisana – pozycja w społeczeństwie nabywana niezależnie od woli danej osoby i bez możliwości dokonania przez nią wyboru innej pozycji. 
Jest ona najczęściej determinowana przez status społeczny nabywany w momencie urodzenia się.